# Кочевске Пољане
Кочевске Пољане (словен. Kočevske Poljane) су насељено место у општини Долењске Топлице, регија Југоисточна Словенија, Словенија.

## Историја
До територијалне реорганизације у Словенији биле су у саставу старе општине Ново Место.

## Становништво
У попису становништва из 2011. године, Кочевске Пољане су имале 85 становника.
| Број становника према пописима | Број становника према пописима | Број становника према пописима |
| ------------------------------ | ------------------------------ | ------------------------------ |
| 1991                           | 2002                           | 2011                           |
| 121                            | 100                            | 85                             |

Напомена: До 1953. исказивано под именом Пољане.

## Галерија
- центар села
- сеоске куће
- римокатоличка црква "Марија помочница кристијанов"